# Hybomitra branta
Hybomitra branta är en tvåvingeart som beskrevs av Wang 1982. Hybomitra branta ingår i släktet Hybomitra och familjen bromsar. Inga underarter finns listade i Catalogue of Life.